# 宮前町停留場
宮前町停留場（みやまえちょうていりゅうじょう）はかつて函館市宮前町にあった函館市交通局（現・函館市企業局交通部、函館市電）宮前線の停留所である。

## 構造
- 2面2線の相対式ホーム（交差点の中心を点対称にホームが配置されていた）

## 周辺
- 北海道道571号五稜郭公園線
- 道南うみ街信用金庫ばんだい支店

## 歴史
- 1993年（平成5年）4月1日：廃止[1]。

函館市企業局交通部#歴史を参照。

## 隣の停留場
函館市交通局
宮前線（1993年4月1日廃止）
ガス会社前停留場 - 宮前町 - 新世橋停留場